# Die Bibel – Josef
Die zweiteilige Bibelverfilmung Die Bibel – Josef ist der fünfte Teil der Reihe Die Bibel und nach Die Bibel – Abraham der zweite Zweiteiler.

## Handlung

### Teil 1
Auf dem Sklavenmarkt von Auaris kauft Potifar, der Hauptkämmerer und Oberaufseher der Leibwache Pharaos, einen jungen Mann. Der neue Sklave ist eigenwillig wird deshalb auf dem Gut Potifars durch dessen Verwalter Ednan gedemütigt und erniedrigt. Dennoch kann er geschickt arbeiten und – dies ist für Sklaven besonders – lesen, womit er den Analphabeten Ednan aus einer schwierigen Lage rettet. Aufgrund dessen beginnt die Frau Potifars sich für den jungen und gutaussehenden Mann zu interessieren. Es stellt sich heraus, dass er Josef heißt und aus dem Land Kanaan kommt. Was Josef jedoch in Potifars Augen auszeichnet, ist der Wille, nur einen Gott anzuerkennen und sich nicht vor Ra zu verbeugen. Darum und auf Betreiben seiner Frau ernennt Potifar Josef zum Gutsverwalter und Ednans Assistenten.
Eines Tages – Josef ist gerade beim Baden – betritt Potifars Frau sein Zimmer. Diese begehrt Josef und möchte mit ihm schlafen. Doch er weigert sich, sowohl seinem Gott als auch seinem Herrn Potifar Unrecht zu tun, und entzieht sich den Avancen seiner Herrin. Als diese es einige Tage später erneut versucht und Josef es ebenfalls ablehnt, mit ihr zu schlafen, lässt sie noch am selben Tag Potifar rufen und bezichtigt Josef, sie vergewaltigt zu haben. Doch Potifar, der an Josefs Schuld zweifelt, gewährt diesem die Möglichkeit, sich zu verteidigen. Josef beginnt daraufhin, von seiner Vergangenheit zu erzählen:
Als Kind lagert der Stamm seines Vaters Jakob beim hiwitischen Sichem und wird von dessen König Hamor zu einem Fest eingeladen. Auf diesem Fest vergewaltigt der nach der Stadt benannte Sohn Hamors, Sichem, aus Begierde Josefs Halbschwester Dina. Hamor bedauert diesen Vorfall zutiefst und bietet Jakob an, dass Sichem Dina heiratet, da dieser sich ernsthaft in sie verliebt hat. Jakob überlegt daraufhin tatsächlich eine Allianz mit den Sichemitern, verlangt jedoch, während seine Söhne schon die Rache planen, als Zeichen des guten Willens die Beschneidung aller Männer von Sichem. Hamor geht auf diese Forderung ein, worauf Jakobs Söhne Simeon und Levi die Stadt heimlich überfallen und die vom Wundfieber geschwächten Männer inkl. Hamor und Sichem töten. Jakob ist darüber erzürnt, da ihr Stamm nun gezwungen ist, weiterzuziehen, um nicht in die Hände von Hamors Verbündeten zu fallen. Auf der Straße nach Betlehem gebiert Rahel, Josefs Mutter, seinen Bruder Benjamin, stirbt jedoch nach dessen Geburt. Josef und Benjamin entwickeln hierdurch ein sehr inniges Verhältnis zueinander.
Neun Jahre später – Josef ist inzwischen Jugendlicher und muss mit seinen zehn älteren Brüdern das Vieh hüten. Er beobachtet, wie seine Brüder ein Lamm schlachten, obwohl ihr Vater dies als Strafe dafür verboten hat, dass Ruben mit Jakobs Nebenfrau Bilha schlief. Als Josef dies Jakob erzählt, beginnt die Wut seiner Brüder zu keimen. Zudem erhält Josef von Jakob einen prächtigen Rock und das Versprechen, später Anführer des Stammes zu werden. Josef hat daraufhin Träume, in denen sich seine Brüder vor ihm verneigen. Dies lässt die Wut der Brüder in Hass umschlagen.
Einige Wochen später muss Josef zu seinen Brüdern aufs Feld. Nach tagelanger Suche findet er sie in der Nähe von Dothan. Diese überlegen kurzerhand, Josef zu ermorden. Bei seiner Ankunft packen sie ihn, stoßen ihn in eine leere Zisterne und überlassen den 17-Jährigen sich selbst. Am nächsten Tag passiert eine Karawane Ismaeliten den Weideplatz. Die Brüder verkaufen Josef daraufhin an die Fremden, um nicht sein Blut zu vergießen. Jakob täuschen sie Josefs Tod vor.
Zurück in der Gegenwart beteuert Josef Potifar erneut seine Unschuld, indem er beim Namen seines Gottes schwört. Potifar hat damit genug gehört, um an Josefs Unschuld zu glauben. Er lässt nicht, wie von seiner Frau gewünscht, Josef töten, sondern nur dauerhaft ins Gefängnis werfen.

### Teil 2
Sieben Jahre sind vergangen, seit Josef von Potifar ins Gefängnis geworfen wurde. Er hat sich dank seines Talents zum Assistenten des Gefängnisaufsehers emporgearbeitet. Eines Tages werden zwei Gefangene, der Mundschenk und der Bäcker des Pharaos, in das Gefängnis gebracht, die des Diebstahls bezichtigt werden. Potifar – bestrebt, Josef eines Tages wieder freizulassen – rät diesem, sich um die beiden zu kümmern, da nur einer den Armreif des Pharao gestohlen haben kann und der andere unschuldig ist. Letzterer könnte für Josef beim Pharao Fürsprache einlegen. Während der Mundschenk Josef nicht feindlich gesinnt ist, beginnt der Bäcker, Verachtung für Josef zu zeigen. Er hält den Hebräer für hochmütig und züchtigt ihn dafür aufs Ärgste.
In Kanaan hat Juda inzwischen seinen eigenen Stamm gegründet. Ihn, der einst den Vorschlag gemacht hat, Josef zu verkaufen, anstatt zu töten, plagen Schuldgefühle, die ihn zur Trennung von seinem Vater bewegt haben. Doch muss er sich nun mit Problemen ganz anderer Natur beschäftigen: Seine Schwiegertochter Tamar ist schwanger, obwohl seine beiden älteren Söhne tot sind und sein jüngerer auch nicht mit ihr geschlafen hat. Er muss dem Gesetz Gehorsam leisten und plant, Tamar töten zu lassen. In der Nacht vor der Urteilsvollstreckung erscheint Tamar in Judas Zelt und zeigt ihm seinen Stab und sein Siegel. Nun erinnert er sich daran, dass er in einer kanaanitischen Stadt einst mit einer Prostituierten geschlafen und ihr als Entgelt ein Schaf versprochen hat. Als Pfand gab er ihr seinen Stab und sein Siegel. Die Frau kam jedoch nicht zum vereinbarten Treffpunkt. Juda wird nun klar, dass diese Hure Tamar ist. Er revidiert sein Vorhaben, Tamar zu töten, und schenkt ihr das Leben.
In Ägypten plagen derweil den Mundschenk und den Bäcker Träume, die Josef auf Potifars Drängen deuten soll. Der Traum des Mundschenks bedeutet, dass er wieder bei Pharaos Hof eingesetzt wird, der Traum des Bäckers, dass er hingerichtet werden wird. Wie Josef es vorausgesagt hat, geschieht es schließlich. Kurz darauf hat auch der Pharao Träume, die jedoch keiner seiner Priester und Astrologen deuten kann. Der Mundschenk erzählt dem Herrscher Ägyptens auf Potifars Anraten von Josef, den der Pharao holen lässt. Josef prophezeit Ägypten eine siebenjährige Hochkonjunktur, dem eine ebenfalls sieben Jahre dauernde Hungersnot folgen wird. Josef rät dem Pharao, einen weisen Mann auszuwählen und ihn als Verwalter über Ägypten zu setzen, der in den Jahren des Wohlstands Nahrungsvorräte anlegt. Der Pharao ernennt daraufhin Josef zu diesem Verwalter und nennt ihn „Zafenat-Paneach“. Er gibt ihm Asenath zur Frau, eine junge Ägypterin, die Gefallen an Josef hat und in die sich auch Josef verliebt.
Sieben Jahre später, Asenath hat Josef die beiden zwei Söhne Efraim und Manasse geboren, bricht die Hungersnot aus. Auch Josefs Brüder werden gezwungen, nach Ägypten zu reisen und stehen vor Zafenat-Paneach. Während er sie erkennt, ist ihr tot geglaubter Bruder für sie ein Fremder. Josef gibt sich sehr streng und verlangt als Beweis, dass sie keine ausländischen Spione, sondern wirklich die zehn Söhne eines Mannes namens Jakob sind, ihren jüngsten Bruder zu sehen. Simeon behält er als Geisel zurück. In Kanaan weigert sich Jakob jedoch, Benjamin ziehen zu lassen, da er nach Josef nicht auch noch ihn verlieren will. Doch als die Hungersnot immer größer wird, muss der greise Mann nachgeben.
Zum zweiten Mal in Ägypten, sieht Josef Benjamin nach 20 Jahren wieder. Er behandelt ihn großzügig, wie diesmal auch seine anderen Brüder. Zu erkennen gibt sich ihnen aber immer noch nicht, da seine Brüder immer noch dieselben zu sein scheinen wie in seiner Jugend. Um dies endgültig zu prüfen, lässt Josef Ednan seine Brüder am nächsten Tag verfolgen und des Diebstahls von Josefs goldenem Becher bezichtigen. Im Sack von Benjamin wird Ednan fündig. Josef will Benjamin daraufhin versklaven, doch seine Brüder setzen sich bedingungslos für ihren jüngsten Bruder ein. Nun erkennt Josef, dass sie sich gebessert haben und offenbart ihnen, wer er ist. Darauf kommt es zu einer ergreifenden Versöhnung.
Josef fordert seine Brüder schließlich auf, nach Kanaan zurückzukehren und ihren Vater nachzuholen. In Goschen soll der Stamm von der Hungersnot verschont werden. Einige Tage später fährt Josef dem Stamm entgegen und ist nach 20 Jahren wieder glücklich mit seinem Vater Jakob vereint.

## Trivia
Mit Ben Kingsley und Martin Landau sowie Lesley Ann Warren wirkten zwei Academy-Award-Preisträger und eine Oscar-nominierte Schauspielerin mit.
Gedreht wurde der Film im marokkanischen Ouarzazate und dessen Umgebung. Die Kostüme und die Sets wirken, im Gegensatz zu vielen anderen Genre-Verfilmungen, authentisch und glaubhaft.
Die biblische Geschichte wurde zum größten Teil detailgetreu wiedergegeben, obwohl im 1. Buch Mose der Charakter des Potifar ab dem Zeitpunkt, in dem Josef ins Gefängnis geworfen wird, nicht mehr erwähnt wird. In Teil 2 greift Potifar auch später noch sehr aktiv in Josefs Werdegang ein. Auch den Bäcker als Bösewicht darzustellen, verleiht der Verfilmung zwar Dramatik, jedoch nicht Bibeltreue.
Sind die drei Fortsetzungen und auch die nachfolgenden Filme Projekte, in denen auch deutsche Hauptdarsteller mitwirkten, so ist hier mit Arthur Brauss als Hamor nur ein bekanntes deutsches Gesicht präsent. Kritiker bemängeln daher die Amerikanisierung des Films, obgleich es sich um eine Koproduktion handelt.

## Einige Synchronsprecher
- Potifar: Peter Matić
- Josef: Peter Flechtner
- Jakob: Helmut Schellhardt
- Rahel: Katharina Koschny
- Pharaos Frau: Silvia Mißbach
- Pharao: Bernd Vollbrecht
- Asenat: Ulrike Stürzbecher
- Ednan: Roland Hemmo
- Lea: Sonja Deutsch
- Potifars Frau: Helga Sasse
- Tamar: Martina Treger
- Ruben: Kaspar Eichel
- Simeon: Martin Seifert
- Levi: Dieter Memel
- Juda: Gerhard Paul
- Issachar: Tim Moeseritz
- Benjamin: Michael Iwannek
- Dina: Marie Bierstedt
- Hamor: Arthur Brauss
- Hira: Peter Reinhardt
- Architekt: Ernst Meincke

## Auszeichnungen
„Die Bibel: Josef“ gewann 1995 einen Emmy in der Kategorie
- Bester Film

und wurde mit folgenden vier Nominierungen bedacht
- Beste Ausstattung
- Bestes Casting
- Bester Tonschnitt
- Bester Männlicher Nebendarsteller: Ben Kingsley

## Kritik
„Eine episch breit angelegte Bibel-Verfilmung, die sich in einem langsamen Rhythmus entwickelt. Bei aller Werktreue, die der solide inszenierte Film anstrebt, bleibt die Hauptperson eindimensional, ein ungebrochener, als Heilsbringer und kaum als Mensch gezeichneter Charakter.“